# Melas Chasma
Melas Chasma és una estructura geològica del tipus chasma a la superfície de Mart, situada amb el sistema de coordenades planetocèntriques a -7.23 ° de latitud N i 291.89 ° de longitud E. Fa 563.52 km de diàmetre. El nom va ser fet oficial per la UAI l'any 1973 i pren el nom d'una característica d'albedo.